# Велф VI
Велф VI (Welf VI, * 1115; † 15 декември 1191 в Меминген) от род Велфи е маркграф на Тусция (Тоскана) и противник на крал Конрад III от Хоенщауфените.
Велф е третият син на Хайнрих IX Черния, херцог на Бавария. След смъртта на баща му през 1126 г. неговият брат Хайнрих Горди го наследява. Брат му жени Велф VI за Ута от Шауенбург (* 1115/1120, † 1197), дъщеря на пфалцграфа при Рейн Готфрид фон Калв, който няма синове. След смъртта на тъст му през 1131 или 1133 г. Велф получава неговата собственост. Велф управлява освен това собствеността на фамилията Велфи в Горна Швабия. Той става през 1140 г. баща на Велф VII.
През 1147 г. Велф участва при Конрад III във Втория кръстоносен поход в Палестина. През 1148 г. той отказва да участва в обсадата на Дамаск и се връща обратно.
След смъртта на Конрад, през февруари 1152 г., Велф VI помага на кандидатурата на своя племенник Фридрих от Швабия, който на 4 март 1152 г. във Франкфурт e избран за новия крал като Фридрих I Барбароса. През октомври 1152 г. във Вюрцбург Велф VI получава от него Херцогство Сполето в Италия, маркграфство Тусция (днешна Тоскана) и други италиански земи.
През 1167 г. умира неговият единствен син, Велф VII, който участвал в похода на император Фридрих против папата, в Италия от малария. Велф продава италианската си собственост на Фридрих.
Малко преди Коледа 1178 г. Фридрих купува собствеността му северно от Алпите.
През 1191 г. Велф умира в града му Меминген. Той е погребан в подарения от него манастир Щайнгаден.